# Илугай
Илугай, Илукэ (монг. Илугай) — монгольский военачальник и нойон-тысячник из рода джалаир, служивший сначала Чингисхану, а после — его третьему сыну и наследнику Угэдэю.
Отца Илугая звали Каданом, а его братом был Долоадай; оба этих человека также находились в числе нукеров Чингиса. Неясно, когда и при каких обстоятельствах Илугай и его семья попали на службу к монгольскому хану, однако в источниках (в частности, в персидской хронике XIV века «Джами ат-таварих») упоминается, что среди других нойонов они были весьма уважаемы. Из того же источника известно, что Илугай состоял воспитателем при сыне Чингиса Угэдэе и «имел о том отеческое попечение». По этой причине, распределяя людей улуса между своими сыновьями и братьями, Чингисхан отдал Илугая и тысячу его воинов Угэдэю.